# Noches de Carnaval (película de 1938)
 Noches de Carnaval  es una película de Argentina en blanco y negro dirigida por Julio Saraceni según guion de Rogelio Cordone y Carlos Goicochea basado en una exitosa obra de teatro, estrenada el 2 de marzo de 1938 y protagonizada por Enrique Arellano, Rosita Contreras y Florencio Parravicini..

## Sinopsis
Una mujer y un joven, madre e hijo, se encuentran en una noche de Carnaval creando confusión en sus respectivos cónyuges.

## Reparto
- Enrique Arellano
- Rosita Contreras
- Florencio Parravicini
- Juan José Piñeiro
- María Esther Podestá
- Consuelo Velázquez
- Pablo Cumo

## Comentarios
Calki se preguntaba en su crónica en El Mundo: «¿Tiene algo ver esto con el cine?» Mientras que para La Nación era «un conjunto de acentuada mediocridad», el crítico Roland escribió en Crítica:

«Teatral en su espíritu y de comicidad directa. Traducida cinematográficamente por medio de imágenes simples…Florencio Parravicini reedita… otra de sus acostumbradas machiettas.»